# Sandomil
Sandomil is een plaats (freguesia) in de Portugese gemeente Seia en telt 1108 inwoners (2001).